# 上位蝶蛛
上位蝶蛛（学名：Nungia epigynalis）为跳蛛科蝶蛛属的动物。分布于越南以及中国大陆的广西、云南等地。该物种的模式产地在越南。